# Licet pridem
Licet pridem е папска була на римския папа Климент V, издадена във френския град Авиньон на 13 януари 1313 г., с която се уточняват и допълват предишни папски були относно условията за предаване правата и имуществото на ликвидирания Орден на тамплиерите в собственост на Ордена на хоспиталиерите.
Булата потвърждава прехвърлянето на всички права и привилегии на разпуснатия орден на тамплиерите на Ордена на хоспиталиерите, с изключение на имуществата на тамплиерите в Кастилия, Арагон, Португалия и Майорка, които трябва да бъдат предоставени на друг орден, и остават на разположение (разпределение) на Светия престол. Уточнява се, че имуществото на тамплиерите включва това, което тамплиерите притежавали лично или чрез трети лица, и всичко което им принадлежи по някакъв начин, с всичките права, привилегии, имунитети, свободи, почести и такси.
Допълва се, че извън конфискуваното имущество, остава и това което принадлежи на отделни крале, принцове, прелати, барони, благородници и всякакви други католици, отпреди ареста на магистъра на Ордена на тамплиерите.